# 皱纹毛华蜗牛
皱纹毛华蜗牛（学名：Trichocathaica rugosobasis）为堅齒螺科巴蜗牛亚科巴蜗牛族毛华蜗牛属的动物，是中国的特有物种。

## 分佈
分布于四川、云南、泯江流域一带等地，生活环境为陆地，常生活于山区、河谷的灌木丛、农田附近的草丛、落叶石块下以及多腐殖质的环境。其生存的海拔下限为3000米。

## 亚种
- 多毛华蜗牛 Trichocathaica lyonsa comosa}} Pilsbry, 1934

## 外部連結
- 維基物種上的相關：皱纹毛华蜗牛